# الخيثر
الخيثر، مدينة وبلدية تابعة إقليميا إلى دائرة بوقطب ولاية البيض الجزائرية. وتم إنشاء بلدية الخيثر في اطار التقسيم الإداري لسنة 1984.
منذ استقلال الجزائر كانت الخيثر ملحقة تابعة لبلدية خلف الله التابعة بدورها لولاية سعيدة، لكن بعد التقسيم الإداري الجديد أصبحت بلدية تابعة لولاية البيض.
تقع في الشط الشرقي ما يجعلها مدينة غنية بالمياه المعدنية الصالحة للشرب، وما يجعل منها مدينة زراعية.
تقع بلدية الخيثر في شمال ولاية البيض وتبعد عن مقر الولاية بحوالي 110 كلم. يعتمد سكانها على النشاطات الزراعية على النشاطات الزراعية والرعوية مع انعدام كل النشاطات الأخرى الصناعة والخدمات مما جعل ميزانية البلدية تفتقر لمداخيل هاته النشاطات وتعتمد على المداخيل المتأتية من اعانات الدولة بالدرجة الأولى.

## أصل التسمية
أصل تسمية الخيثر هي مشتقة من الاسم القديم الذي كان يطلقه عليها المستعمر الفرنسي و هو " Krider "[بحاجة لمصدر]

## الجغرافيا
تعتبر بلدية الخيثر مدخل إلى ولاية البيض عبر الطريق الوطني رقم 6 يحدها من الشمال الشرقي بلدية الحساسنة ولاية سعيدة ومن الغرب بلدية مرحوم ولاية سيدي بلعباس أما من الشمال الغربي تحدها بلدية ولاي العربي ولاية سعيدة ومن الجنوب الشرقي بلدية الرقاصة داخل الولاية

### الموقع الجغرافي
يحد الخيثر كل من:
- شمالا: ولاية سعيدة
- جنوباو شرقا: بلدية بوقطب
- غربا:ولاية النعامة

### التضاريس
تقع على مساحة قدرها ألف كيلومتر مربع (1000 كلم2) وعلى ارتفاع 998 متر عن سطح البحر يحدها الشط الشرقي الذي الذي يمتد طوله على 140 كلم وعرضه ما بين 10 و 20 كلم تتكون تضاريسها من 80% سهوب و 60% مرتفعات و 20% شطوط.
تسجل خلال السنة 120 يوما جليد و 15 يوم ثلوج و 90 يوما سيروكو واقل من 220 ملم من الأمطار.

## أحياء وقرى البلدية
تحتوي البلدية على أربعة قرى منها مقر البلدية الخيثر وثاث قرى اشتراكية: مصباح.برج الماي.سيدي خليفة وزيادة على القرية القديمة المسماة أقصر سيدي خليفة.
تضم بلدية الخيثر التجمعات السكنية التالية:
- قرية سيدي خليفة وتبعد عن مقر البلدية ب 06 كم
- قصر سيدي خليفة ويبعد عن مقر البلدية ب05كلم
- قرية مصباح وتبعد عن مقر البلدية ب 30كلم
- قرية برج الماي وتبعد عن مقر البلدية 70 كلم

## المنشآت القاعدية
وتتوفر بلدية الخيثر على خمس مدارس ابتدائية بمجوع 803 تلميذ متمدرس بالطور الأول ونحو 550 تلميذ متمدرس بالطور المتوسط و192 تلميذ متمدرس بالطور الثانوي 
كما تتوفر بلدية الخيثر على شبكة الإنارة العمومية بطول 30.400 متر وشبكة صرف المياه القذرة بطول 26.200متر.
تملك بلدية الخيثر على خمس خزانات للمياه الصالح للشرب منها خزانين بمقر البلدية سعتها الاجمالية 550م3 خزان بسيدي خليفة سعته 100م3 خزان بقرية برج الماي سعته 100م3 خزان مائي بقرية مصباح سعته 150م3 كما تتوفر البلدية على ثلاث محطات لضخ المياه الصالحة للشرب.
تحتوي البلدية على اربع قاعات للمعالجة وطبيب وخمس ممرضين.كما تحتوي أيضا على عدة مرافق منها: البريد والمواصلات وحدة الاروقة، السكك الحديدية، الشبيبة والرياضة، وحدة الحماية المدنية، محطة الإذاعة والتلفزيون، ومحطة الارصاد الجوي.
توجد جمعية رياضية تمارس نشاطات متنوعة داخل وخارج البلدية وتحصل فريق كرة القدم على البطولة الولائية سنة 1986 توجد جمعيتان ثقافيتان تختص الأول بتسيير المركز الثقافي والثانية نشاطات دار الشباب.
استفادت البلدية من عدة مشاريع منها توسيع مقر البلدية بناء مركز تجاري وإصلاح وترميم الطرقات والأرضية.

## الاقتصاد

### الفلاحة
تقدر الأراضي الزراعية ب 3500 هيكتار منها 250 مسقية وزعت 147 هكتار على المستفيدين من استصلاح الأراضي اما فيما الأراضي السهبية توجد 35000 هكتار تحت الحماية ويلاحظ أن هذه العملية أعطت نتائج ايجابية.
فيما يخص الميدان الرعوي تتوفر المانطق على حوالي 7000رأس من الأغنام.
رغم ذلك يعاني شباب البلدية من بطالة كادحة تكاد تكون عامة تشمل كل فئات الشباب خاصة والسكان عامة حيث أنه ورغم توفر البلدية على المخزون المائي والاراضي الشاسعة الخصبة للفلاحة وجميع النشاطات الفلاحية الا ان هذه الامكانيات أصبحت نقمة على سكان البلدية من خلال العراقيل التي نواجهها من طرف مصالح الموارد المائية الجهوية في الوقت التي تجتهد فيه الدولة لانقاذ المواطنين من معاناة الفقر والتهميش وتسعى جاهدة لتحسين مستواهم المعيشي وتشجيع عدد كبير من العائلات على اعودة إلى المناطق الاصلية والاهتمام بالفلاحة والتنمية في الوسط الريفي من خلال عدة مشاريع فلاحية التي سيطرتها الوزارة المعنية لخلق استمرار في عالم الريف.
حيث تمثل الطبقة المائية للشط الشرقي 40% بالهيئة من مساحة ولاية سعيدة كما تمثل 30% بالهيئة من مساحة ولاية البيض. وقد تم منح رخص حفر الابار في الحدود الجنوبية لولاية سعيدة على سبيل امثال بلدية سيدي أحمد واد فليط والتي لا تبعد بأقل من مائة متر 100 متر على الحدود الشمالية لولاية البيض.
يوجد مربيان (2) لانتاج البيض يقدر ب8000 بيضة يوميا واربع مرائب للحوم البيضاء.

## وصلات أخرى

### وصلات داخلية
- دائرة بوقطب
- ولاية البيض

### وصلات خارجية
- إذاعة البيض الجهوية: الموقع الرسمي.
- الموقع الرسمي لولاية البيض.
- متوسطة ابن خلدون (البيض).